# Bracovce
Bracovce és un poble i municipi d'Eslovàquia. Es troba a la regió de Košice, a l'est del país. El 2017 tenia 954 habitants.

## Història
La primera referència escrita de la vila data del 1227.

## Demografia
| Godina             | 1994 | 2004   | 2014   | 2024   |
| ------------------ | ---- | ------ | ------ | ------ |
| Nombre de persones | 959  | 942    | 935    | 968    |
| Diferència         |      | −1,77% | −0,74% | +3,52% |

| Godina             | 2023 | 2024   |
| ------------------ | ---- | ------ |
| Nombre de persones | 965  | 968    |
| Diferència         |      | +0,31% |